# سوني إي إس بي إن
سوني إي إس بي إن كانت قناة تلفزيونية هندية مدفوعة الأجر ومشروعًا مشتركًا بين شركة إي إس بي إن. (المملوكة بشكل رئيسي لشركة شركة والت ديزني) وشركة سوني بيكتشرز الهند. استهدفت القناة شبه القارة الهندية بما في ذلك الهند ونيبال وبنغلاديش وسريلانكا.
إنطلقت قناة سوني كيكس في 8 أبريل 2015 (وهو نفس اليوم الذي بدأت فيه دورة الدوري الهندي الممتاز للكريكيت في العام 2015) من قبل ما يعرف الآن بشركة سوني بيكتشرز الهند وقد كانت ثاني قناة تلفزيونية رياضية تطلقها الشركة بعد سوني سيكس. تم تغيير اسم القناة لتصبح سوني إي إس بي إن في 17 يناير 2016. كان الإعلان عن الشراكة مع إي إس بي إن رسميًا في أكتوبر 2015. اشتركت سوني وإي إس بي إن معًا في جهود الويب والتطبيقات حيث قدمت إي إس بي إن ووفرت وأنتجت محتوى مثل لعبة الكريكت وكرة القدم والتنس والرابطة الوطنية لكرة السلة وكرة الريشة والهوكي الهوائي والغولف واتحاد الرغبي وفورمولا إي إلى جانب أحداث الأخرى.
بثت القناة مباريات الدوري الهندي الممتاز للكريكيت خلال الفترة 2016-2017 باللغات البنغالية والهندية والتاميلية والتيلوغوية والمالايالامية واللغة الإنجليزية.
وكجزء من صفقة مع إي إس بي إن الدولية، بثت القناة موسم الدوري الوطني لكرة القدم الأمريكية 2016-2017 مع برامج مثل كرة القدم ليلة الأحد وكرة القدم ليلة الاثنين وكرة القدم ليلة الجمعة وتصفيات الدوري الوطني لكرة القدم الأمريكية وبرو بول وسوبر بول. بثت القناة أيضًا إكس إف إل.
في أكتوبر 2017، بدأت القناة في بث برنامج المصارعة المحترفة إمباكت ريسلينغ وعروضه ذات الدفع مقابل المشاهدة حيث انتقل البرنامج للقناة من سوني سيكس.
تم إغلاق القناة مع نسختها عالية الدقة في 30 مارس 2020.